# 亚特兰大都市区快速运输局
亚特兰大都市区快速运输局（英語：Metropolitan Atlanta Rapid Transit Authority，MARTA），是在美国乔治亚州亚特兰大都市区运营公共交通的机构，旗下负责亚特兰大地铁及当地的巴士系统，同样也提供残疾人接送服务。2009年，该运输局所有的轨道及巴士系统每天平均运送482,500名乘客。